# Юсеф Хусейн Аль-Ґабанді
Юсеф Хусейн Аль-Ґабанді (4 липня 1955) — кувейтський дипломат. Надзвичайний і Повноважний Посол Держави Кувейт в Україні (у 2010-2016 рр.).

## Біографія
Народився 4 липня 1955 року. Закінчив Каїрський університет, бакалавр комерції.
У 1978–1981 — працював в Посольстві Держави Кувейт в Пекіні.
У 1981–1987 — працював в Посольстві Держави Кувейт в Тунісі.
У 1987–1993 — працював в Генеральному Департаменті МЗС Держави Кувейт.
У 1993–1996 — дипломат Посольства Держави Кувейт в Росії.
У 1997–1999 — Голова місії Посольства Держави Кувейт в Кенії.
У 1999 — переведений до Генерального Департаменту МЗС Держави Кувейт, а також призначений заступником директора Департаменту Азії та Африки.
У 2004–2010 — Посол Держави Кувейт в Боліваріанській Республіці Венесуела, а також Посол за сумісництвом в Республіці Колумбія, Республіці Гондурас, Домініканській Республіці, Республіці Гватемала, Республіці Нікарагуа, Республіці Тринідад і Тобаго.
З листопада 2010 року — Надзвичайний і Повноважний Посол Держави Кувейт в Києві.
Під час роботи в Посольстві Держави Кувейт при Лізі арабських країн брав участь у засіданнях постійних комісій та спеціалізованих міністерських рад Ліги арабських країн. Представляв Державу Кувейт на засіданнях економічно-фінансових комісій в рамках арабо-європейського діалогу в Брюсселі та Тунісі. Постійний делегат Держави Кувейт при Програмі ООН зі збереження навколишнього середовища та Міжнародній організації з питань таборів біженців в Найробі. Представляє Державу Кувейт у міжнародних форумах та міжнародних і арабських конференціях.

## Нагороди та відзнаки
Нагороджений орденом визволителя Симона Болівара Урядом Боліваріанської Республіки Венесуела.